# Michiel Mol
Michiel Mol, né le 4 août 1969 à Bréda, est un entrepreneur néerlandais. Fondateur de la société Lost Boys (spécialisée dans le domaine de l'informatique), il a été également un des copropriétaires de l'écurie de Formule 1 Force India de sa création en 2007 à son rachat en 2018.

## Biographie
Diplômé de l'Université de Leyde, Michiel Mol s'est lancé en 1993 dans l'industrie de l'informatique en établissant avec plusieurs associés la société Lost Boys, spécialisé dans la conception de logiciels. 
Via sa société, il met un premier pied dans le sport automobile à la fin des années 1990 en sponsorisant son compatriote Jos Verstappen puis plus tard Christijan Albers. En septembre 2006, il intègre le capital du constructeur automobile néerlandais Spyker Cars dans le cadre du rachat de l'écurie de Formule 1 Midland F1 Racing (qui prend le nom de Spyker F1 Team) et dont il prend la direction. 
Au mois d'août 2007, fortement pressenti pour se porter acquéreur de Spyker F1, Mol quitte la direction de Spyker Cars. Quelques semaines plus tard, via la société Orange India Holdings dont il est coactionnaire avec l'homme d'affaires indien Vijay Mallya, il rachète Spyker F1 qui devient Force India.